# كينت تي. وندغرين
كينت تي. وندغرين هو صيدلي وسياسي أمريكي، ولد في 7 يوليو 1914، وتوفي في 26 أغسطس 1986. نشط حزبياً في الحزب الجمهوري. وقد انتخب عضو مجلس ولاية ميشيغان ‏.